# Agneta Mårtensson
Agneta Mårtensson, född 31 juli 1961 i Örebro, är en svensk simmare. Hon blev olympisk silvermedaljör i Moskva 1980, då hon simmade lagkappen på 100 meter frisimtillsammans med Carina Ljungdahl, Agneta Eriksson och Tina Gustafsson.

## Klubb
- Karlslunds IF[2]
- SK Korrugal[2]